# Смоки (собака)
Смоки — собака  породы йоркширский терьер, получившая известность во время Второй мировой войны. Считается, что благодаря ей произошло возобновление интереса к породе; также она иногда называется первой «лечебной собакой». Вес Смоки составлял 1,8 кг, высота в холке — 180 мм.

## Биография животного

### Обнаружение
В феврале 1944 года Смоки была обнаружена американским солдатом в заброшенном окопе в джунглях Новой Гвинеи. В то время Смоки была уже взрослым йоркширским терьером. Первоначально солдаты думали, что Смоки принадлежала японцам, но когда её доставили в ближайший лагерь для военнопленных, то выяснилось, что она не понимает команд ни на английском, ни на японском. После этого другой солдат продал Смоки за 2 австралийских фунта капралу из Огайо Уильяму Винну.

### Вторая мировая война
В течение следующих двух лет Смоки находилась вместе со своим хозяином Винном на Тихоокеанском театре военных действий. Солдаты в этот период жили в суровых условиях джунглей Новой Гвинеи и островов Челбахеб и спали в ветхих палатках, страдая от жары и высокой влажности. Во время своей «службы» вместе с Винном она делила с ним его военный паёк и иногда могла получать консервированное мясо SPAM. В отличие от «официальных» боевых собак, Смоки не имела доступа ни к ветеринарии, ни к специальной диете. Тем не менее за время войны Смоки никогда не болела. Она даже на протяжении четырёх месяцев бегала по коралловым пляжам, но не заработала какой-либо болезни лап, в отличие от ряда других боевых собак.
Согласно словам Винна, «Смоки служила в южной части Тихого океана в составе 5-х военно-воздушных сил, в 26-й эскадрилье фотографической рекогносцировки, участвовала в 12-ти воздушных и морских спасательных и фоторекогносцировочных миссиях». В ходе этих операций Смоки часто в течение длительного времени находилась в солдатском рюкзаке фактически под огнём. Смоки официально участвовала в 12-ти боевых операциях, ввиду чего была награждена 8 Звёздами за службу. Она выжила, пережив как минимум 150 воздушных налётов и два тайфуна на Окинаве. Смоки также совершала прыжки со специальным парашютом с высоты в 9,1 м. Винн также рассказывал, что Смоки лаем и поведением предупреждала его об угрозе бомбёжки и как минимум раз спасла ему жизнь.
Во время передышек между боями Смоки выучилась множеству трюков и развлекала раненых их исполнением. Согласно словам Винна, Смоки разучила больше трюков, чем любая другая собака того времени. В 1944 году армейский журнал «Янки» назвал Смоки «Лучшим маскотом в юго-западной части Тихоокеанского региона». Смоки благодаря своим навыкам помогала военным инженерам строить военный аэродром в заливе Лингуаен на Лусоне, что сделало её настоящей героиней. Помощь Смоки в прокладке кабеля связи через подземную трубу позволила не задействовать для этого 250 рабочих и 40 боевых самолётов.

### После войны
После войны история Винна и Смоки была опубликована 7 декабря 1945 года в газете Cleveland Press. Вскоре после этого она стала своего рода сенсацией. В течение следующих 10 лет Винн и Смоки выезжали в Голливуд и даже за рубеж для демонстрации выполнения собакой различных трюков, в том числе хождения по канату с завязанными глазами. Она также появлялась вместе с Винном в некоторых из самых ранних телевизионных программ района Кливленда, в том числе в передаче канала WKYC Channel 3 Castles in the Air («Воздушные замки»). В общей сложности Смоки участвовала в 42 телевизионных шоу в прямом эфире, каждый раз демонстрируя новые трюки. Смоки и Винн также в конце 1940-х и начале 1950-х годов активно посещали госпитали для ветеранов войны, где собака демонстрировала трюки.
Смоки умерла 21 февраля 1957 года в возрасте 14 лет. Винн и его семья похоронили Смоки в Лейквуде, Огайо, в коробке для патронов 30-го калибра времён Второй мировой войны. Спустя почти 50 лет, 11 ноября 2005 года, в День ветеранов, на месте захоронения собаки была установлена её бронзовая статуя в натуральную величину. На памятнике написано «Смоки, Йорки Дудл Денди, и собакам всех войн».

## Памятники Смоки
В общей сложности Смоки в США установлено шесть памятников. Кроме того, спасательный отряд Yorkshire Terrier National Rescue (YTNR) награждает ежегодной «премией Смоки» собак-спасателей, наиболее отличившихся в текущем году.

## Первая «лечебная собака»
Согласно расследованию канала Animal Planet, Смоки может считаться первой в мире «лечебной собакой». Её деятельность в этом качестве началась в июле 1944 года, на госпитальной станции № 233 в Новой Гвинее, где она сопровождала медсестёр, ухаживавших за солдатами, ранеными во время битвы на острове Биак. В то время Смоки была уже довольно известна, поскольку её фотография публиковалась в журнале «Янки». «Работа» Смоки в качестве «лечебной собаки» продолжалась более 12 лет, во время и после Второй мировой войны, в течение которой она встречалась со множеством пациентов больниц.